# Elisa Spitz
Elisa Hope Spitz (* 17. Mai 1963 in Short Hills, New Jersey) ist eine ehemalige US-amerikanische Eiskunstläuferin.
Spitz trat im Eistanz mit Scott Gregory an. Zusammen konnten sie zwei Mal (1982, 1983) das Skate America gewinnen. Bei ihren drei Teilnahmen bei den nationalen Meisterschaften wurden sie 1983 Vizemeister und belegten 1982 und 1984 jeweils den dritten Platz. Des Weiteren traten Spitz und Gregory bei drei Eiskunstlauf-Weltmeisterschaften an. Dabei belegten sie in den Jahren 1982 bis 1984 die Plätze acht, sieben und zehn. Ebenfalls 1984 nahmen sie an den Olympischen Winterspielen in Sarajevo teil. Dort erreichten sie im Eistanz den zehnten Rang.
Nach dem Ende ihrer aktiven Karriere besuchte Spitz die Widener University und arbeitete als Pilatestrainerin in New Jersey.

## Ergebnisse

### Eistanz
(mit Scott Gregory)
| Wettbewerb / Jahr                | 1982 | 1983 | 1984 |
| -------------------------------- | ---- | ---- | ---- |
| Olympische Winterspiele          |      |      | 10.  |
| Weltmeisterschaften              | 8.   | 7.   | 10.  |
| US-amerikanische Meisterschaften | 3.   | 2.   | 3.   |